# Ho sceso, dandoti il braccio, almeno un milione di scale
Ho sceso, dandoti il braccio, almeno un milione di scale è la poesia n. 5 di Xenia II di Eugenio Montale, poi inserita all'interno della raccolta Satura. È una delle più note liriche scritte in memoria della moglie Drusilla Tanzi, composta nel novembre 1967 e pubblicata il 20 dello stesso mese.

Montale accanto alla moglie Drusilla Tanzi, a cui è dedicata la poesia

## Parafrasi
Ho avuto te accanto, in tante situazioni quotidiane,

e ora che non ci sei sento un vuoto ad ogni gesto quotidiano. 

Nonostante le tante esperienze vissute insieme, il nostro percorso di vita comune è stato breve.

Il mio dura tuttora e non mi occorrono più

le coincidenze, le prenotazioni e le delusioni

di chi crede che solo ciò che si vede sia il vero.

Ho affrontato innumerevoli situazioni accanto a te,

non tanto perché insieme eravamo più forti.

Le ho affrontate con te perché sapevo che tra noi due

l'unica persona con una buona "vista",

sebbene tu fossi molto miope, eri tu.

## Commento
La poesia consta di due strofe, una di sette versi e l’altra di cinque, per un totale di dodici. I versi sono liberi e piani.
Montale dedica questa poesia alla defunta moglie, la scrittrice Drusilla Tanzi (scomparsa nel 1963 dopo un solo anno di matrimonio ed alla quale il poeta era stato legato sentimentalmente dal 1939), soprannominata «Mosca» a causa della sua miopia molto acuta che la costringeva a indossare occhiali dalle lenti molto spesse. In un affettuoso e nostalgico colloquio con Drusilla, qui Montale ricorda la vita trascorsa insieme a lei dal punto di vista di «chi resta», per usare le sue stesse parole usate ne La casa dei doganieri.
L'amica Lea Quaretti ricorda la scomparsa di Drusilla Tanzi nel suo diario in data 21 ottobre 1963: "Mi pareva impossibile che la Mosca potesse morire, tanto era viva e vitale, [...] Non ci vedeva niente ed era come se ci vedesse: penso a cosa doveva provare a scendere una scala, per esempio. [...] Certo era stanca qualche volta, ma non l'ho mai sentita dire che lo era. Eroica in lei la sete di vivere, il suo amore per Eusebio. Ora lui che farà? Sarà pieno di rimorsi perché in questi ultimi mesi ha fatto piangere ogni giorno la povera Mosca" (L. Quaretti, Il giorno con la buona stella cit. p. 339). Da notare l'osservazione "penso a cosa doveva provare a scendere una scala" che incidentalmente ne prefigura e quasi ne suggerisce il tema per la stesura di questa poesia, d'altronde solo Montale aveva accesso ai suoi diari personali. Solo nel 1971 viene pubblicata la poesia nella raccolta "Satura".
L'attacco della poesia è affidato ad una pregnante iperbole, almeno un milione di scale, che intende sottolineare da una parte l'abitudinarietà del gesto di scendere le scale insieme, e dall'altro il ricordo nostalgico della vita coniugale. La vita del poeta prosegue, malgrado la sensazione di vuoto e solitudine; grazie al lutto, tuttavia, Montale ha finalmente compreso la futilità delle incombenze e delle urgenze della vita quotidiana, alle quali non attribuisce più importanza, a differenza di tutti coloro che credono che la realtà sia solamente quella visibile.
Al contrario Drusilla era ben consapevole che la realtà non è "quella che si vede", ma un mistero che va oltre le apparenze, paradossalmente proprio grazie alla sua miopia: «sapevo che di noi due / le sole vere pupille, sebbene tanto offuscate, / erano le tue» (vv. 10-12). Sono questi versi a rivelare il vero ruolo di Mosca che, pur essendo quasi cieca, era ugualmente guida del poeta nella sua esistenza: se Montale aiutava la moglie a scendere le scale, Drusilla aiutò il marito a scorgere il senso profondo delle cose, rendendolo al di sopra delle trappole e degli scorni di chi ne è invece superficialmente e tristemente inconsapevole.